# Crèssida (satèl·lit)
Crèssida és un satèl·lit interior d'Urà. Va ser descobert el 9 de gener de 1986 gràcies a les imatges de la sonda Voyager 2. Provisionalment va rebre el nom de S/1986 U 3. Posteriorment va rebre el nom de Crèssida, en referència al personatge de l'obra de teatre de Shakespeare Tròilus i Crèssida. També se'l coneix com a Uranus IX.

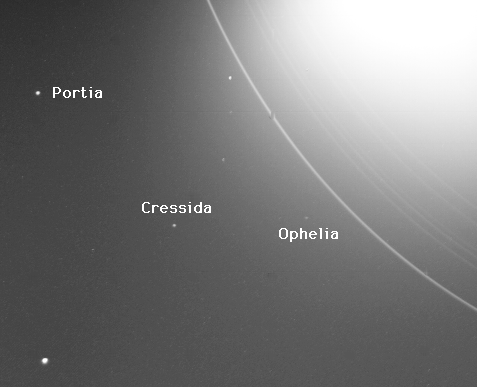
Crèssida, Pòrtia i Ofèlia, en una imatge del Voyager 2

Crèssida pertany al grup de satèl·lits de Pòrcia, que inclou Bianca, Desdèmona, Julieta, Pòrcia, Rosalinda, Cupid, Belinda i Perdita. Aquests satèl·lits tenen òrbites i propietats fotomètriques similars. Encara que només es coneix l'òrbita, el seu radi de 41 km i la seva albedo geomètrica de 0,08.
En les imatges de la Voyager 2 Crèssida apareix com un objecte allargat amb el seu eix major apuntant cap al planeta Urà. La ràtio dels eixos de l'esferoide prolat de Crèssida és de 0.8 ± 0.3. La seva superfície és de color gris.
Crèssida podria col·lidir amb Desdèmona en els propers 100 milions d'anys.